# Microtus montanus
Campagnol des montagnes
Espèce
Synonymes
- Microtus (Mynomes) montanus (Peale, 1848)[1]

Répartition géographique
Statut de conservation UICN

 LC  : Préoccupation mineure
Microtus montanus, communément appelé Campagnol des montagnes, est une espèce de rongeurs de la famille des Cricetidés.

## Liste des sous-espèces
Selon NCBI (5 août 2020) :
- sous-espèce Microtus montanus nanus (Merriam, 1891)